# David Lloyd George
David Lloyd George, 1. Grof Lloyd George od Dwyfora (Manchester, 17. siječnja 1863. – Tŷ Newydd, 26. ožujka 1945.), britanski državnik i ministar u vladi liberala 1905. – 1915. i u koalicijskoj vladi 1915. – 1916., premijer 1916. – 1922. 
Jedan je od utemeljitelja engleskog radničkog zakonodavstva kojim je uvedeno osmosatno radno vrijeme za rudare, pravo na štrajk, državne mirovine, zdravstveno i socijalno osiguranje. Bio je jedan od glavnih sudionika mirovne konferencije u Versaillesu i znatno je utjecao na prilike u poslijeratnoj Europi.